# Вулиця Ціолковського (Київ)
Ву́лиця Ціолко́вського — вулиця в Голосіївському районі міста Києва, місцевість Цимбалів яр. Пролягає від Стратегічного шосе до Малокитаївської вулиці.
Прилучаються провулки Оскольський і Ціолковського.

## Історія
Вулиця виникла в середині XX століття та разом з провулком Ціолковського входила до складу 250-ї Нової вулиці. Сучасна назва на честь російського вченого Костянтина Ціолковського — з 1953 року.
Назву на честь Ціолковського до 1965 року мала Астрономічна вулиця.